# Antaeotricha duckworthi
Antaeotricha duckworthi is een vlinder uit de familie van de sikkelmotten (Oecophoridae). De wetenschappelijke naam van de soort is voor het eerst geldig gepubliceerd in 2013 door Clifford D. Ferris.

## Type
- holotype: "male. 17.VII.1959. leg. R.W. Hodges."
- instituut: USNM, Smithsonian Institution, Washington, U.S.A.
- typelocatie: "USA, Arizona, Pima/Santa Cruz County line, Santa Rita Mountains, Madera Canyon, 4880' (1488 m)"